# 釀酒酵母
釀酒酵母（学名：Saccharomyces cerevisiae），又稱麵包酵母或者啤酒酵母、出芽酵母、芽殖酵母。釀酒酵母是與人類關係最廣泛的一種酵母，不僅因爲傳統上它用於製作麵包和饅頭等食品及釀酒，在現代分子和細胞生物學中用作真核模式生物，其作用相當於原核的模式生物大腸桿菌。釀酒酵母是發酵中最常用的生物種類。釀酒酵母的細胞爲球形或者卵形，直徑5–10 μm。其繁殖的方法爲出芽生殖。
許多在人類生物學中重要的蛋白質被發現是首先通過在酵母中研究它們的同源蛋白質；這些蛋白質包括細胞週期蛋白，信號蛋白和蛋白質加工酶等。

## 生活史
酵母的細胞有兩種生活形態：單倍體和二倍體。單倍體的生活史較簡單，通過有絲分裂繁殖，在環境壓力較大時通常會死亡。二倍體細胞（酵母的優勢形態）也通過簡單的有絲分裂繁殖，但在外界條件不佳時能夠進入減數分裂，生成一系列單倍體的孢子。單倍體可以交配，重新形成二倍體。酵母有兩種交配類型，稱作a和α，是一種原始的性別分化，因此很有研究價值。

## 基因組
釀酒酵母是首個完成基因組測序的真核生物，其測序由安德烈·戈弗雷等完成，於1996年4月24日公布到公有领域。此后又有许多酵母测序结果计入酵母基因组数据库，这一数据库包含有酵母基因組的詳細註釋（annotation），是研究真核細胞遺傳學和生理學的重要工具。另一個重要的釀酒酵母數據庫由慕尼黑蛋白質序列信息中心（MIPS）維護。
釀酒酵母的基因組包含大約12,156,677个鹼基對，分成16組染色體，共有6,275個基因，其中可能約有5,800個真正具有功能。据估計其基因約有31%與人類同源。

## 在科學中的作用
因爲釀酒酵母與同為真核生物的動物和植物細胞具有很多相同的結構，加上容易培養，故酵母被用作研究真核生物的模式生物，也是目前被人們了解最多的生物之一。在人體中重要的蛋白質很多都是在酵母中先被發現其同源物的，其中包括有關細胞周期的蛋白、信號蛋白和蛋白質加工酶。
釀酒酵母也是製作培養基中常用成分酵母提取物的主要原料。

## 食品
由於釀酒酵母在日常飲食中的廣泛應用，不少營養食品生產商把食用的釀酒酵母製成營養產品，被稱為「營養酵母」。这类酵母呈黄色，带鲜味，被認為可作維他命B的供給。
酵母也可以做成酵母提取物，为风味浓重、带鲜味的棕色膏体。

## 外部連結
- （英文）釀酒酵母基因組數據庫 （页面存档备份，存于）
- （英文）慕尼黑蛋白質序列信息中心
- （英文）描述酵母基因組文章的摘要
- （英文）酵母的信息概要
- （英文）UniProt – 釀酒酵母 （页面存档备份，存于）